# Se Eu Pudesse
"Se Eu Pudesse" é uma canção do trio brasileiro SNZ, gravada para o segundo álbum do trio, intitulado Sarahnãnazabelê (2001). A canção foi escrita pela integrante da banda Sarah Sheeva e é uma balada pop, que fala sobre um amor, que mesmo não estando mais perto, faz muita falta.
Após o sucesso do single "Nothing's Gonna Change My Love for You", a gravadora preferiu lançar mais uma balada, e "Se Eu Pudesse" foi escolhida. A canção conseguiu entrar no Top 20 das paradas de sucesso do Brasil, e no Top 100 das canções mais tocadas de 2002.
O videoclipe da canção, dirigido por João Elias Júnior, contou com uma produção luxuosa e cenários bem apropriados para a temática da música e pro estilo de cada uma das meninas. O videoclipe foi indicado na categoria "Melhor Clipe POP" no VMB da MTV Brasil. Curiosamente, o trio divulgou a versão remix em 3 programas de TV, dentre eles, o Planeta Xuxa.

## Composição e letra
"Se Eu Pudesse" foi escrita pela integrante do grupo Sarah Sheeva, e é uma balada pop, que fala sobre um amor do passado, que mesmo não estando mais juntos, a protagonista sente muita falta desse amor. No início da canção, Sarah canta sobre o início de um amor, e de como ela se sentiu apaixonada, "Quando te encontrei, foi amor no primeiro olhar, foi como voar sobre o mar, nas nuvens descansar," canta Sheeva. Em seguida, Nãna Shara fala como esse amor mudou a sua vida, "Toda eternidade que senti ao te abraçar, mudou a minha vida como um breve despertar," canta Shara.
Zabelê é a próxima, cantando sobre a falta que a pessoa que ela ama faz, "Tanto tempo já se passou e eu nunca te esqueci, quis até ligar, e te ver, mas não consegui," canta. No refrão, o trio canta junto sobre as coisas que elas fariam se ainda tivessem o amor da vida ao lado delas, "Se eu pudesse, se eu pudesse te encontrar, se eu pudesse, se eu pudesse não me emocionar, se eu pudesse, se eu pudesse estar errada, se eu pudesse, e dizer que estou apaixonada, se eu pudesse ir sem medo, e pudesse contar meu segredo, e dizer que eu ainda amo você."

## Lançamento
Após o grande sucesso de "Nothing's Gonna Change My Love for You", que fez com que o grupo estourasse, a gravadora do grupo, a Warner Music Brasil, resolveu lançar mais uma balada como single, mesmo tendo várias músicas dançantes cogitadas para serem lançadas. Assim, "Se Eu Pudesse" foi escolhida para ser o segundo single de "Sarahnãnazabelê", lançada no início de janeiro de 2002, sendo também o último single oficial do álbum, já que a integrante Sarah Sheeva anunciou que se retiraria do grupo para seguir sua carreira como missionária e pregadora das Escrituras da Bíblia. Por isso, um CD Single da canção não foi lançado, deixando a canção somente como single de rádio.

## Desempenho nas paradas
Mesmo não repetindo o grande sucesso de "Nothing's Gonna Change My Love for You" nas rádios, a canção conseguiu se tornar um sucesso. Na parada do Hot 100 Brasil, a canção debutou na posição de número 19, já adentrando o Top 20, no dia 12 de janeiro de 2002. Em seguida, a canção subiu para a posição de número 17, ficando na mesma posição por duas semanas. A canção teve o pico na posição de número 14, ao reentrar na parada do dia 9 de fevereiro de 2002.
A canção também apareceu no World Latin Top 30 Singles (parada que compila as canções mais tocadas na Argentina, Brasil, Chile, Espanha, Estados Unidos, Itália, Mexico e Portugal), debutando na posição de número 30, tendo seu pico na posição de número 21.
No final do ano, a canção entrou na lista das canções mais tocadas de 2002, ficando na posição de número 82, sendo a segunda canção do trio a entrar na lista de mais tocadas (a primeira sendo "Nothing's Gonna Change My Love for You" em 2001).

## Videoclipe
O videoclipe da canção, dirigido por João Elias Júnior, contou com uma produção luxuosa e cenários bem apropriados para a temática da música e pro estilo de cada uma das meninas. No clipe, além de uma história paralela, as meninas do SNZ estão superproduzidas , cada uma num cenário diferente. Sarah Sheeva está num cenário similar a cor do seu cabelo, roxo, Nãna Shara está sentada num largo sofá, num cenário cor-de-rosa, já Zabelê está a mais sensual, se olhando no espelho e com um visual mais sexy, num cenário de cor vermelho. O videoclipe foi indicado na categoria "Melhor Clipe POP" no VMB da MTV Brasil. 

## Divulgação
O trio cantou inúmeras vezes a canção, com a intenção de promovê-la, que incluí uma apresentação no Teleton e Domingo Legal, ambos do SBT, Altas Horas na Rede Globo e uma vez na rádio (no especial da Band FM). A versão remix da canção, que depois ficou disponível no álbum de remixes do trio, intitulado Remix Hits, foi divulgada, tanto no É Show, da Rede Record, quanto no Planeta Xuxa e Planeta Xuxa de Verão, ambos da apresentadora Xuxa, que foi considerada a madrinha da banda e que ajudou na popularidade o grupo, levando as meninas sempre aos seus programas.

## Posições
| Paradas (2001)             | Posições |
| -------------------------- | -------- |
| Brasil — Hot 100 Brasil    | 14       |
| World Latin Top 30 Singles | 21       |

### Tabelas musicais de final de ano
| Tabelas musicais (2002)       | Melhor posição |
| ----------------------------- | -------------- |
| Brasil - Hot 100 Final de Ano | 82             |